# 岳阳市第十四中学
岳阳市第十四中学（英語：No.14 Middle School of Yueyang）位于湖南省岳阳市南湖大道410号，为岳阳市公立学校，湖南省示范性中学之一。

## 历史
1969年7月，“岳阳市长炼中学”建立，为岳阳市第十四中学的前身。
1989年，学校被授予“岳阳市规范化学校”称号
1992年11月，学校成为湖南省首批挂牌的重点中学。
2004年，学校成为湖南省示范性普通高级中学，同年10月，学校从中国石油化工集团长岭炼化公司，一次性成建制移交给岳阳市人民政府办学，由岳阳市教育局管理，学校由原来的“长炼中学”更名为：“岳阳市长炼中学”。
2006年7月8日，“岳阳市长炼中学”整体搬迁到岳阳市南湖大道410号，并且更名为“岳阳市第十四中学”。
2010年9月，学校初中部从与长炼小学合并，成立“岳阳市长炼学校”，以后，学校成为纯高中制学校。
2016年，建立新校区。

## 学校文化

### 刊物
《原色》

### 社团
“原色文学社”、“时务辩论社”、“绘梦学园动漫社”、“影像部落摄影社”、“金牌魔术社”、“绿茵足球社”等几十个社团。

## 奖项
岳阳市第十四中学先后荣获“全国群众体育先进集体”、“湖南省语言文字规范化示范校”、“湖南省依法治校示范校”、“湖南省安全文明校园”、“湖南省招生工作先进单位”、“湖南省电化教育先进单位”、“湖南省教育学会学校心理教育先进单位”、“岳阳市高中教育质量先进单位”等奖项荣誉。